# Sybra purpurascens
Sybra purpurascens là một loài bọ cánh cứng trong họ Cerambycidae.